# Refugio Fernández
José Refugio Fernández Meléndez (Guadalajara; 23 de junio de 1939) es un exfutbolista mexicano que jugaba como delantero.

## Clubes
| Club           | País   | Año       |
| -------------- | ------ | --------- |
| Atlas F.C.     | México | 1964-1965 |
| C.F. Laguna    | México | 1965-1968 |
| C.D. Poza Rica | México | 1968-1969 |
| C.D. Zamora    | México | 1969-1970 |
| C.D. Nacional  | México | 1970      |

## Palmarés

### Títulos nacionales
| Título                      | Equipo | País   | Año     |
| --------------------------- | ------ | ------ | ------- |
| Segunda División            | Laguna | México | 1967-68 |
| Copa de la Segunda División | Zamora | México | 1969-70 |